# Damask
Damask (službeni arapski naziv : دمشق Dimašk; neslužbeno: aš-Šam الشام) je glavni grad i jedan od 14 upravnih okruga Sirije. Prema popisu iz 2009. u gradu živi oko 1,11 milijuna stanovnika, dok je u širem gradskom području obitavalo više od 2,4 milijuna stanovnika.
Damask se nalazi na rijeci Barada, na istočnom podnožju planinskoga vijenca Antilibanon, 80 km od istočne obale Sredozemnoga mora, na visoravni oko 680 metara nadmorske visine. Klima je poluaridna (polupustinjska) zbog tzv. sjenovitih kiša s Antilibanona.
Danas je Damask prijestolnica Sirije u kojoj se nalaze vlada i ministarstva, dok gradom upravlja Ministarstvo unutarnjih poslova. Damask je također jedno od glavnih kulturnih i vjerskih središta Levanta. Drevni grad Damaska upisan je na UNESCO-ov popis mjesta svjetske baštine u Aziji i Oceaniji još 1979. godine. God. 2008. izabran je za arapski glavni grad kulture.

## Povijest Damaska

### Damask u starom vijeku
Za Damask se tvrdi da je najstariji u kontinuitetu nastanjeni grad svijeta, iako se za isto pripisuje i Alepu (Haleb, حلب). U hijeroglifskim tablicama nađenim u Egiptu spominje se »Dimaška« kao jedan od osvojenih gradova u 15. stoljeću prije Krista. U iskopinama u dvorištu džamije Umajad su pronađeni predmeti iz trećeg tisućljeća prije Krista. Ime Dimaška nalazi se u arhivima Elbe, a pronađeno je i na pločicama u gradu Mariju (oko 2500. pr. Kr.).
Za Damask su se vodile mnogobrojne bitke tijekom rane povijesti, počevši od izraelskoga kralja Davida, asirskoga kralja Tiglata Pilesera III. (733. pr. Kr.), novobabilonskog vladara Nabukodonosora II. (pod čijom su vlašću bili od 604. pr. Kr. - 562. pr. Kr.), preko ahemenidskih Perzijanaca (530. pr. Kr.) do Aleksandra Makedonskoga (koji je osvojio grad 333. pr. Kr.). Grčki utjecaj oslabio je kada su Nabatejci pokorili grad 85. pr. Kr. Rimljani su uskoro protjerali Nabatejce (64. pr. Kr.) i Sirija je postala rimskom provincija (Syria). Damask je u rimsko doba dobio na važnosti i postao vojna baza za borbe protiv Perzijanaca. Hadrijan je proglasio metropolis u 2. stoljeću poslije Krista.

### Damask između religija
U Damasku je Saul Taržanin prešao na kršćanstvo i postao apostol Pavao. Do kraja 4. stoljeća poslije Krista većina stanovništva je primila kršćanstvo. Jupiterov hram postao je katedrala posvećena sv. Ivanu Krstitelju, čija glava i danas leži u grobu unutar džamije. Prodorom islama, Damask postaje sjedište Omejidskoga Kalifata, u razdoblju od 661. do 750. godine. Grad je naglo rastao i kršćanska katedrala pretvorena je u džamiju. Kada su Abasidi prevladali i preselili kalifat u Bagdad, Damask je opustio.

### Srednji vijek, turska i mongolska osvajanja
Grad su osvojili Turci Seldžuci (1076.), nakon čega su ga Križari bezuspješno pokušali preoteti 1148. god., prije nego što je on 1154. god. konačno pao u ruke Nuredina (Nur ad Din, Nur ad-Din), generala turskog porijekla. Mnogi spomenici u današnjem gradu potiču iz vremena njegovog nasljednika, Saladina (Salah ad Din, Salah ad-Din), kada je Damask bio prijestolnica ujedinjenog Egipta i Sirije.
Mongoli su se sljedeći uselili u grad, ali su ubrzo bili izbačeni od strane egipatskih Turaka Memluka 1260. god. Tijekom memlučkog razdoblja, roba iz Damaska je poznata širom svijeta i privukla je mnogo trgovaca iz Europe. Ovo je vodilo ka drugoj najezdi Mongola pod Tamerlanom, kada je grad opustošen, a svi umjetnici i znanstvenici deportirani u Samarkand. Memluci su se ubrzo vratili i nastavili izgradnju grada.
S početkom četverostoljetne osmanske vladavine gradom (1516. god.) bogatstvo se Damaska smanjuje i grad postaje manje pokrajinsko središte unutar velikoga carstva. Jedina kratka stanka u osmanskoj vladavini bila je u razdoblju 1831. - 1840. god., kada je grad ponovo postao glavni grad egipatske Sirije, pod vladavinom Muhameda Ali Paše. Zapadne sile interevenirale su u strahu od propasti Osmanskoga carstva, i natjerale generala Ibrahim Pašu na povlačenje iz Sirije.

### Novi vijek
Do 1878. brojnost stanovništva se popela na oko 150 000, a u gradu je postojao dobro izgrađen prijevozni sustav. 1908. godine grad je imao mrežu tramvajskog prijevoza i željeznicom je bio povezan s Bejrutom i Medinom. Turske i njemačke snage koristile su Damask kao bazu tijekom Prvoga svjetskog rata. Kada su ih pobijedili Arapska Liga i Saveznici, postavljena je prva, kratkotrajna vlada 1919. godine. Francuzi su dobili mandat od Lige Naroda i okupirali grad i zemlju u razdoblju 1920. - 1945. Susreo ih je val nezadovoljstva i otpora, tako da su 1925. čak uveli bombardiranje kao metodu slamanja otpora. Potpuna nezavisnost stečena je 1946. godine, kada su se francuske i britanske snage povukle, čime Damask postaje glavnim gradom nezavisne države Sirije.
God. 1979., Damask je upisan na UNESCO-ov popis mjesta svjetske baštine u Aziji, a od 1999. god. Sirija je zakonom o zaštiti starina provela zaštitu Staroga grada. No, zbog ratnih sukoba, 20. lipnja 2013. godine UNESCO je odlučio staviti svih šest mjesta svjetske baštine u Siriji na popis mjesta svjetske baštine u opasnosti

## Znamenitosti
Damask ima mnoge znamenitosti iz raznih povijesnih razdoblja grada. Kako je grad pripadao mnogim kulturama i narodima koje su uvijek gradile na ostacima prijašnjih građevina postalo je gotovo nemoguće istražiti sve ruine koje na nekim mjestima leže 2,5 m ispod današnjeg nivoa grada.
Damaščanska citadela (1076.) se nalazi na sjeverozapadnom kutu Starog grada, a ostaci rimskog Jupiterovog hrama na ulazu u sokak Al Hamadija.
Rimska središnja ulica (decumanus), danas poznata kao "Ulica zvana prava", koja se navodi u tekstu o preobraćenju sv. Pavla u Djelima apostolskim 9:11, produžena je do 1,5 km duljine. Ulica Bab Šarki ( باب شرقي‎, "Istočna vrata"), koja je ispunjena mnogim trgovinama, vodi do stare kršćanske četvrti Bab Tuma (باب توما, "Vrata sv. Tome"). Na kraju ulice Bab Šarki nalazi se podzemna kapela ispod kuće sv. Ananija (كنيسة القديس حنانيا‎) koji je pokrstio sv. Pavla. Sokak Midhat Paše (سوق مدحت باشا‎) je natkrivena tržnica, duga 490 m, nazvana po osmanskom upravitelju koji ju je obnovio u 19. stoljeću.
Omejidska džamija (جامع بني أمية الكبير‎, Ğām' Banī 'Umayya al-Kabīr) je najveća i jedna od najstarijih džamija na svijetu, te se smatra četvrtom najsvetijom džamijom islama. Izgrađena je 634. godine na mjestu ranokršćanske bazilike posvećene Svetom Ivanu Krstitelju iz vremena Konstantina I., te se u njoj još uvijek nalazi oltar glave sv. Ivana Krstitelja, kojeg kao proroka štuju i kršćani i muslimani. Tu se također nalazi i oltar Muhamedovog unuka, kalifa Husejn ibn Alija, ali i Saladinov mauzolej u vrtu džamije.
U blizini se nalazi i Džamija Sajudah Rukaja, kćerke Husejna ibn Alija, ali i palača Azem, palača osmanskih upravitelja Sirije.
- Unutrašnjost Velike džamije u Damasku
- Damaščanska citadela
- "Ulica zvana prava" 1900. god.
- Istočna vrata Bab Šarki
- Vrata sv. Tome
- Kapela sv. Ananija
- Sokak Midhat Paše
- Palača Azem
- Džamija Sajudah Rukaja
- Kupola Damaščanske riznice u Omejidskoj džamiji
- Osmanska Džamija tekije
- Državni muzej Damaska

### Ostale zgrade
- Nacionalni muzej u Damasku

## Gradovi prijatelji
Damask ima ugovore o partnerstvu sa sljedećim gradovima:
| - Ankara, Turska - Córdoba, Španjolska - Dubai, Ujedinjeni Arapski Emirati - Fars, Iran - Istanbul, Turska | - Ningxia, Kina - São Paulo, Brazil - Toledo, Španjolska - Jerevan, Armenija |

## Poveznice
- Bliski Istok

### Poznate osobe
- Po ulazu u Damask, Savao se pavši sa svoga konja obratio i postao pravi kršćanin Pavao.
- sv. Ivan Damaščanski, crkveni naučitelj
- Rafik Schami, književnik
- Damaščanski mučenici

## Vanjske poveznice
- Damask online
- Povijest Damaska
- Karta centra Damaska
- Interaktivni plan Damaska
- Oldamascus.com o Damasku